# Sòl nitrificat
El sòl nitrificat és un tipus de sòl caracteritzat per una alta concentració de nitrats, resultat del procés de nitrificació en què els bacteris del sòl oxiden l'amoni en nitrits i, posteriorment, en nitrats. Aquest procés és comú en zones amb bona circulació d'aire i humitat suficient, i pot ser afavorit per l'activitat humana, com l'ús d'adobs nitrogenats. Els sòls nitrificats poden tenir un impacte en l'ecosistema, ja que els nitrats són solubles en aigua i poden contaminar aqüífers o afavorir el creixement excessiu d'algues en ecosistemes aquàtics.